# يورغن أولسون
يورغن أولسون (بالسويدية: Jörgen Ohlsson)‏ هو لاعب كرة قدم سويدي في مركز الدفاع، ولد في 10 أبريل 1972 في مالمو في السويد. لعب مع نادي مالمو.